# Сен-Женьєз-д'О
Сен-Женьє́з-д'О (фр. Saint-Geniez-d'Olt) — колишній муніципалітет у Франції, у регіоні Окситанія, департамент Аверон. Населення — 2013 осіб (2011)
Муніципалітет був розташований на відстані близько 490 км на південь від Парижа, 160 км на північний схід від Тулузи, 35 км на схід від Родеза.

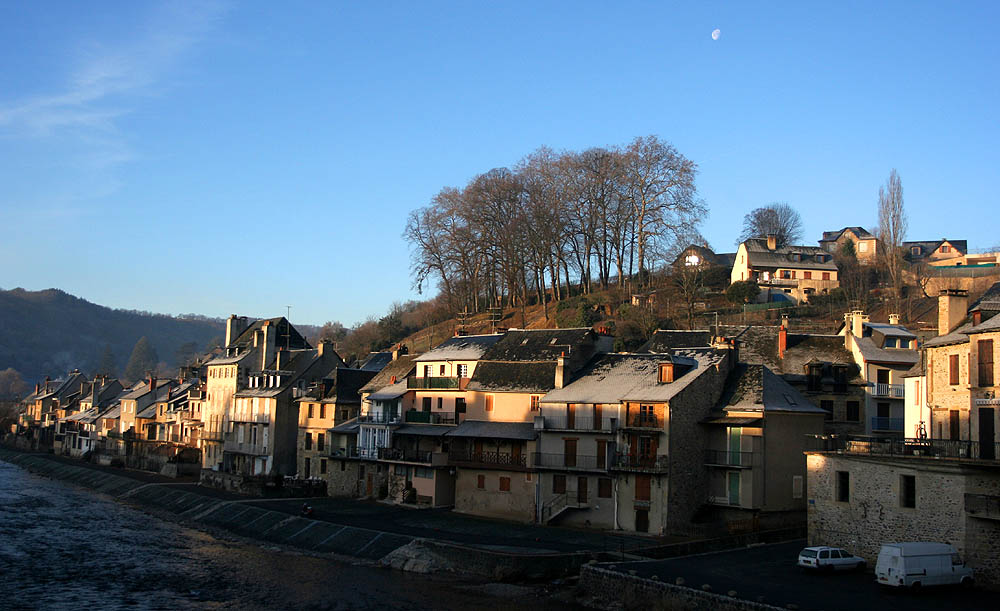

## Історія
До 2015 року муніципалітет перебував у складі регіону Південь-Піренеї. Від 1 січня 2016 року належав до нового об'єднаного регіону Окситанія.
1 січня 2016 року Сен-Женьєз-д'О і Орель-Верлак було об'єднано в новий муніципалітет Сен-Женьєз-д'О-е-д'Обрак.

## Демографія
Динаміка населення (INSEE ):
Розподіл населення за віком та статтю (2006):
| Стать | Всього | До 15 років | 15-24 | 25-44 | 45-64 | 65-85 | Понад 85 |
| --- | ------ | ----------- | ----- | ----- | ----- | ----- | -------- |
| Чоловіки | 908    | 122         | 79    | 200   | 224   | 247   | 36       |
| Жінки | 1095   | 126         | 86    | 181   | 280   | 323   | 99       |
| \| Статево-вікова піраміда \| Статево-вікова піраміда \| Статево-вікова піраміда \| \| ----------------------- \| ----------------------- \| ----------------------- \| \| Чоловіки \| Вік \| Жінки \| \| 36 \| 85 + \| 99 \| \| 63 \| 80-84 \| 98 \| \| 98 \| 75-79 \| 59 \| \| 39 \| 70-74 \| 103 \| \| 47 \| 65-69 \| 63 \| \| 51 \| 60-64 \| 63 \| \| 99 \| 55-59 \| 79 \| \| 31 \| 50-54 \| 71 \| \| 43 \| 45-49 \| 67 \| \| 63 \| 40-44 \| 43 \| \| 43 \| 35-39 \| 55 \| \| 51 \| 30-34 \| 47 \| \| 43 \| 25-29 \| 36 \| \| 28 \| 20-24 \| 39 \| \| 51 \| 15-20 \| 47 \| \| 47 \| 10-14 \| 55 \| \| 43 \| 5-9 \| 32 \| \| 32 \| 0-4 \| 39 \| |        |             |       |       |       |       |          |
| Статево-вікова піраміда |        |             |       |       |       |       |          |
| Чоловіки | Вік    | Жінки       |       |       |       |       |          |
| 36 | 85 +   | 99          |       |       |       |       |          |
| 63 | 80-84  | 98          |       |       |       |       |          |
| 98 | 75-79  | 59          |       |       |       |       |          |
| 39 | 70-74  | 103         |       |       |       |       |          |
| 47 | 65-69  | 63          |       |       |       |       |          |
| 51 | 60-64  | 63          |       |       |       |       |          |
| 99 | 55-59  | 79          |       |       |       |       |          |
| 31 | 50-54  | 71          |       |       |       |       |          |
| 43 | 45-49  | 67          |       |       |       |       |          |
| 63 | 40-44  | 43          |       |       |       |       |          |
| 43 | 35-39  | 55          |       |       |       |       |          |
| 51 | 30-34  | 47          |       |       |       |       |          |
| 43 | 25-29  | 36          |       |       |       |       |          |
| 28 | 20-24  | 39          |       |       |       |       |          |
| 51 | 15-20  | 47          |       |       |       |       |          |
| 47 | 10-14  | 55          |       |       |       |       |          |
| 43 | 5-9    | 32          |       |       |       |       |          |
| 32 | 0-4    | 39          |       |       |       |       |          |

## Економіка
2010 року серед 1115 осіб працездатного віку (15—64 років) 772 були активними, 343 — неактивними (показник активності 69,2%, у 1999 році було 68,7%). З 772 активних мешканців працювали 703 особи (346 чоловіків та 357 жінок), безробітними було 69 (38 чоловіків та 31 жінка). Серед 343 неактивних 59 осіб було учнями чи студентами, 205 — пенсіонерами, 79 були неактивними з інших причин.

У 2010 році у муніципалітеті числилось 857 оподаткованих домогосподарств, у яких проживали 1764,5 особи, медіана доходів виносила 16 767 євро на одного особоспоживача.